# Nadilne, Zolociv
Nadilne (în ucraineană Надільне) este un sat în așezarea urbană Pomoreanî din raionul Zolociv, regiunea Liov, Ucraina.

## Demografie
Componența lingvistică a localității Nadilne
     Ucraineană (100%)
Conform recensământului din 2001, toată populația localității Nadilne era vorbitoare de ucraineană (100%).